# Parafia św. Marii Magdaleny w Osieku
Parafia św. Marii Magdaleny w Osieku – znajduje się w dekanacie Oława w archidiecezji wrocławskiej. Erygowana w XIII wieku.
Obsługiwana przez księży archidiecezjalnych. Jej proboszczem jest ks. Daniel Baranowski .

## Parafialne księgi metrykalne
| Księgi metrykalne | Okres ewidencji    |
| ----------------- | ------------------ |
| chrztów           | 1698 - 1770 1945 - |
| ślubów            | 1697 - 1793 1945 - |
| zgonów            | 1694 - 1760 1945 - |